# María Quintanal Zubizarreta
María Quintanal Zubizarreta (Bilbao, País Basc 1969) és una tiradora basca, ja retirada, que en representació d'Espanya aconseguí guanyar una medalla olímpica.

## Biografia
Va néixer el 17 de desembre de 1969 a la ciutat de Bilbao, capital de la província de Biscaia. Establerta a les Illes Canàries, el 2009 va obtenir la nacionalitat dominicana.

## Carrera esportiva
Va participar, als 26 anys, en els Jocs Olímpics d'Estiu de 1996 realitzats a Atlanta (Estats Units), on finalitzà onzena en la prova femenina de doble fossa olímpica. No participà en els Jocs Olímpics d'Estiu del 2000 realitzats a Sydney (Austràlia) i en els Jocs Olímpics d'Estiu de 2004 realitzats a Atenes (Grècia) aconseguí guanyar la medalla de plata en la prova de fossa olímpicam, a més de finalitzar tretzena en la prova de doble fossa olímpica.
Al llarg de la seva carrera ha aconseguit guanyar quatre medalles en el Campionat del Món de tir, destacant la medalla d'or aconseguida en doble fossa olímpica l'any 2003. Així mateix ha aconseguit obtenir tres vegades el títol europeu de tir al plat.